# Marija Leiko
Marija Leiko (Riga, 14 agosto 1887 – Mosca, 3 febbraio 1938) è stata un'attrice lettone, nota soprattutto per le sue interpretazioni a teatro e nel cinema muto in Lettonia, Germania e Russia.

## Biografia
Marija Leiko, conosciuta anche come Marija Leyko, debuttò nel cinema all'età di trent'anni nel thriller poliziesco Die Diamantenstiftung (1917), diretto da Johannes Guter. Successivamente recita in Kain (1918), Ewiger Strom (1919), Die Frau im Käfig (1919) e Lola Montez (1919) nel ruolo della ballerina.
Con la fine dell'era del cinema muto, Leiko si ritirò dall'attività di attrice cinematografica. Dopo la presa del potere da parte dei nazisti nel 1933, tornò in Lettonia. Nel 1935 visitò l'Unione Sovietica e vi rimase per unirsi alla compagnia del Teatro di Stato Lettone a Mosca. Durante la cosiddetta "Operazione Lettonia" il teatro fu chiuso e il 15 dicembre 1937 Leiko fu arrestata con l'accusa di appartenere a una "cospirazione nazionalista lettone". Il 3 febbraio 1938, all'età di 50 anni, fu fucilata e sepolta in una fossa comune nel campo di sterminio segreto dell'NKVD a Južnoe Butovo, vicino a Mosca.
Maria Leiko venne riabilitata postuma per l'assenza di reato il 12 maggio 1958.
Una targa commemorativo, Ultimo indirizzo di Maria Karlovna Leiko, è stato affissa sul muro della casa 9, edificio 3 in vicolo Obolensky a Mosca il 14 maggio 2017.